# チャンカパーナ
「チャンカパーナ」は、日本の男性アイドルグループ、NEWSの14枚目のシングル。2012年7月18日にジャニーズ・エンタテイメントから発売。

## 概要
- 前作「Fighting Man」から約1年8ヶ月振りのリリース。

- 2012年シングルの第1弾。

- 本作は、錦戸亮と山下智久が脱退し、4人体制になってから初のシングル。

- 初回スペシャルBOX、初回盤N・E・W・S、通常盤の6形態での発売。

- 表題曲にタイアップが付かないのは、2010年発売の12thシングル『さくらガール』以来となる。

- 初回盤N〜SのCDには、メンバー4人のソロ曲のカップリングとオリジナル・カラオケ1曲を共通して収録。

- 初回スペシャルBOXのDVDには、表題曲のMusic Clip (Long Ver.) & Makingを収録。

- 通常盤には、「フルスイング」のカップリング1曲と、オリジナル・カラオケ2曲を収録。

- 初回盤N〜S、通常盤 (初回プレス)に封入されている「視聴ID『銀』」を期限内に特設サイトに入力すると、NEWSからのメッセージ動画の配信が期間限定で見ることができた。また、初回スペシャルBOXに封入されている「エントリーID『金』」を2012年7月22(日)23:00までに特設サイトに入力すると、東京と大阪で開催される「NEWS参加イベント」に応募できた。[1]

- NEWSとしてはNEWSニッポン以降MVを収録した作品を発売していなかったが、本作より(*厳密には前作Fighting Manまでの各曲のMVが存在するがいずれの作品にも未収録の為)原則、収録した形で発売されるようになった。

## その他
- 『チャンカパーナ』とは、「愛しい人」という意味を込めて作った造語であり、意味を知りたくて思わず検索してしまうことを狙って、あえてエキゾチックでなにか由来がありそうな言葉になっている。なお、「愛しい人」とはNEWSのファンのことを指している。
  - 転じてNEWSのファンの通称として「パーナ」があり、2013年7月27日に発生したパーナさん事件にて広く知られることとなった。
- 特典にMakingがつくのは、2010年発売の4thアルバム『LIVE』以来であり、シングルには『星をめざして』以来である。

## 封入特典

### 初回盤N〜S、通常盤
- 視聴ID『銀』 ※通常盤は初回プレスのみ

### 初回盤N〜S
- 3面6Pジャケット

### 初回スペシャルBOX
- エントリーID『金』
- 折込両面ポスター (57cm×50cmの4つ折り)

### 通常盤
- 2面4Pジャケット

## チャート成績
2012年7月30日付オリコン週間シングルチャートで初動売上約24.5万枚を記録し、初登場1位にランクインした。NEWSにとって、同チャートでの1位獲得はデビューから14作連続となった。また、初動売上が20万枚を突破したのは2009年4月に発売した「恋のABO」以来約3年2か月ぶりとなった。CDシングルでは「希望〜Yell〜」「weeeek」に次ぐ3番目のセールスを記録し、最長のロングヒットを記録している。

## 収録曲

### CD

#### 通常盤
1. チャンカパーナ
作詞：Hacchin' Maya、作曲：ヒロイズム、編曲：CHOKKAKU
2. フルスイング
作詞・作曲：ヒロイズム、編曲：亀田誠治
3. チャンカパーナ（オリジナル・カラオケ）
4. フルスイング（オリジナル・カラオケ）

#### 初回盤N
1. チャンカパーナ
2. Starry - 小山慶一郎
作詞：小山慶一郎、作曲：ヒロイズム、編曲：大坪直樹
3. Starry（オリジナル・カラオケ）

#### 初回盤E
1. チャンカパーナ
2. ヴァンパイアはかく語りき - 加藤シゲアキ
作詞：加藤シゲアキ、作曲・編曲：中西亮輔
3. ヴァンパイアはかく語りき（オリジナル・カラオケ）

#### 初回盤W
1. チャンカパーナ
2. PeekaBoo... - 増田貴久
作詞：Ryohei、作曲：Chris Meyer、編曲：千葉純治
3. PeekaBoo...（オリジナル・カラオケ）

#### 初回盤S
1. チャンカパーナ
2. Addict - 手越祐也
作詞・作曲：手越祐也、編曲：鈴木雅也
3. Addict（オリジナル・カラオケ）

#### 初回スペシャルBOX
- 初回盤4種セット

### DVD
※初回スペシャルBOXのみ
1. 「チャンカパーナ」Music Clip (Complete Long Ver.) & Making（26分収録）

- -     - 監督: 井上哲央

## 映像作品
チャンカパーナ
- チャンカパーナ（初回スペシャルBOX）
- NEWS LIVE TOUR 2012 〜美しい恋にするよ〜
- NEWS 10th Anniversary in Tokyo Dome
- NEWS LIVE TOUR 2015 WHITE
- NEWS LIVE TOUR 2016 QUARTETTO
- NEWS LIVE TOUR 2017 NEVERLAND
- NEWS ARENA TOUR 2018 EPCOTIA
- NEWS 15th Anniversary LIVE 2018 "Strawberry"
- NEWS DOME TOUR 2018-2019 EPCOTIA -ENCORE-
- NEWS LIVE TOUR 2020 STORY
- NEWS LIVE TOUR 2022 音楽 (-Light it up Ver-.)
- NEWS EXPO(初回盤A)
- NEWS 20th Anniversary LIVE 2023 NEWS EXPO
- NEWS 20th Anniversary LIVE 2023 in TOKYO DOME BEST HIT PARADE!!! 〜シングル全部やっちゃいます
- JAPANEWS(初回盤B)

フルスイング
- NEWS LIVE TOUR 2012 〜美しい恋にするよ〜
- NEWS 10th Anniversary in Tokyo Dome
- NEWS LIVE TOUR 2015 WHITE
- NEWS LIVE TOUR 2017 NEVERLAND
- NEWS 15th Anniversary LIVE 2018 "Strawberry"
- NEWS 20th Anniversary LIVE 2023 NEWS EXPO
- NEWS 20th Anniversary LIVE 2023 in TOKYO DOME BEST HIT PARADE!!! 〜シングル全部やっちゃいます〜

Starry
- NEWS LIVE TOUR 2012 〜美しい恋にするよ〜

ヴァンパイアはかく語りき
- NEWS LIVE TOUR 2012 〜美しい恋にするよ〜

PeekaBoo...
- NEWS LIVE TOUR 2012 〜美しい恋にするよ〜

Addict
- NEWS LIVE TOUR 2012 〜美しい恋にするよ〜